# ラーバ
Larva（ラーバ, 라바）は大韓民国のTUBA Entertainmentが制作する3Dアニメーション。韓国で2011年から放送され、日本では2013年から放送されている。2018年から無人島が舞台の『ラーバ・アイランド』がNetflixにて配信された。(라바)

## 解説
イエローとレッドの二匹の芋虫によるドタバタコメディ。キャラクターの大半は虫であり、台詞はなくほとんど笑い声か唸り声である。また、彼らを襲うカエルやネズミ、魚といった捕食者が登場するほか、人間もたまに登場する。
登場する食べ物は主にソーセージが中心。ゼリーや飴玉等のお菓子や、キノコや果物などもあり、イエローやレッド達が取り合うことが多い。
舞台はシーズンごとに異なっており、シーズン1は下水道、シーズン2はとある一軒家、シーズン3はニューヨーク、シーズン4のアイランドでは無人島が舞台となっている。

## 登場キャラクター

### メインキャラクター
名前の由来はそれぞれの体色。このうち、イエロー、レッド、ピンク、バイオレットは腕が無いため、舌を腕代わりに使う。
イエロー
主人公の一匹である、黄色くて大きい芋虫。とてもおおらかで滅多な事では怒らない。誰にでも優しく接するので騙されやすい性格。のんびりしていて食いしん坊で、よくレッドから食べ物を獲られる。ピンクに好かれているが、『アイランド』にてピンクはブラウンと結婚したため、諦めた。大抵はレッドに勝つが、稀に負けることがある。よくオナラを出してはトラブルを起こしている。
レッド
もう一匹の主人公である、赤い小さな芋虫。性格はイエローと正反対で怒りっぽく短気。いつもイエローから食べ物を横取りしては、一人占めにするが結局はそれが災いして自分が悲惨な目にあうことが多い。イエローとは喧嘩もするが、本当は仲がいい。ピンクに好意を寄せているが、一向に振り向いてもらえない。『アイランド』ではマンゴーと恋仲である。
ピンク
ブラウンの妹。本作のヒロインで、イエローのガールフレンドのピンクの芋虫。どちらかと言えばイエロー一筋で、たとえ彼がオナラやゲップをしても本人は気にしない。レッドからも好意を寄せられているが、無視している。女の子らしく活発でお転婆。また、イエローが他の女の子にいちゃつくとヤキモチを焼いて、彼に怒ることもある。『アイランド』ではブラウンと兄妹と帰宅した。
ブラウン
ピンクの兄。イエロー達の友人の茶色いフンコロガシ。無精ひげとホクロから出た一本の毛が特徴。糞が大好きで、糞を加工して小物や家具を作ることもできる。脇から大量の脇汗が出る。お風呂が大嫌い。お尻を刺されまくったことがあり、本人にとってトラウマとなっている。イエロー達の次に出番が多く、彼がメインのエピソードも多い。『アイランド』ではピンクと兄妹と帰宅した。
ブラック
力持ちの黒いカブトムシで、ボクシングや格闘技を得意とする。強面な上イライラすると周囲に八つ当たりするためでイエロー達から苦手がられてきたが、話が進むごとに仲良くなっており、シーズン2以降からはイエロー達のよき兄貴分となる。実は甲羅の下は痩せっぽち。
レインボー
カラフルな殻を背負ったカタツムリ。普段は何事にも動じない老人のような性格だが、スイッチが入ると途端にやる気を出す。見た目以上に足が遅いが、殻に引っ込めてからの転がるスピードは速い。彼の口から出す液体を浴びると動きが遅くなる。殻が100tもあるが、実は殻の下は筋肉質で転がるのが速いのはそのため。シーズン2以降からは殻を外していることが多い。
アイボリー
シーズン3に登場。ナナフシ。細いので力もなく、走るだけで息切れするほど。しかしその細い体がたまに役に立つことも。

### サブキャラクター
バイオレット
紫のナメクジのような謎の生き物で、登場キャラクターの中では一番大きな身体をしている。ひょうたんのような見た目で、下の部分は鋭い牙を生やした大きな口をしている。イエロー達が恐れる存在だが、蚊に血を吸われてもすぐ復活したり、虫食い植物を味方にしたり、壺に入ったレッドに惚れたりと、謎めいた性質をしている。ただし、いざとなると彼らに協力することもある。シーズン2以降もたまに登場するが、出番が減っている。
ブルー
青いハエ。体から悪臭を放ちながら飛ぶので皆から避けられているものの、本人は周りの状況を気にしていない。そのため、周囲から何も考えていないとみなされている。シーズン1によく出たが、シーズン2以降からは出番が減っている。
ビー
シーズン1によく登場しており、シーズン3では複数登場した。不利益を被ることが多いキャラクター。イエロー達にハチミツを取られることが多く、その度に彼らを刺しまくっている。ただし、一部の回では友好的になっていることも。
ココア
シーズン3に登場。

### アイランド
チャック（日本語声優：中村章吾）
無人島に暮らす青年。本作の登場キャラクターで唯一吹き替えの台詞がある。
マンゴー
無人島に住む黄色い芋虫の女の子。サバイバルの達人。レッドが惚れた。
ブービー
アオアシカツオドリ。かなりのひょうきん者。
クララ
メスのアシカ。チャックのガールフレンドと名前が同じ。
クラブフォースマー
元々はただのカニだったが、あることがきっかけでロボットに変形する機能を持つようになった。
マッド
砂浜に住むムツゴロウ。光るものが大好き。
ブラウンとピンクの兄妹

### 捕食者
イエロー達を襲う敵キャラクター。

#### 下水道
グリーン
シーズン1によく登場する。カエル。よくイエロー達を長い舌で食べようとするが、彼らに返り討ちにされやられることもある。手先も起用で、ピアノの演奏が得意。鼻をほじるのが趣味。シーズン2以降も脇役としてたびたび登場している。
ネイビー
紺色のアンコウのような魚。下水道が川になっているとよく現れる。複数の仲間もいる。
虫食い草
その名の通り、虫を食べる草。大きな口を持っており、イエロー達を食べようとする。初登場回ではイエロー達がバイオレットを味方にしたため倒されたが、その後複数の虫食い草が現れ更にバイオレットが彼らに寝返ってイエロー達を襲わせたこともあった。また、イエローがレッドに内緒で育てたこともあった。
スモール
シーズン1に登場。蟻。一匹だけの力はとても弱いが、団結してハンマーなどに変形することが可能。
ブラッド
シーズン1に登場。蚊。血が好物で、イエロー、レッド、バイオレットの血を一瞬で吸い取ったこともある。また、別の回ではイエローとレッドを吸血鬼にさせたことも。
ヘビ
シーズン1に登場。笛の音に敏感で、イエローが笛を飲み込んで操ったこともあった。

#### 一軒家
3匹ともとある一軒家で飼われている。
プリズム
シーズン2にて登場。カメレオン。
プルシアン
シーズン2にて登場。オウム。鳥の丸焼きを丸呑みにしたイエローをメスと勘違いしたこともあった。
マルーン
シーズン2にて登場。ダックスフント。

#### ニューヨーク
ザ・シルバー
シーズン3に登場した、双子のハト。二羽とも鳴き声が独特でそれぞれ「ヨウ!」「オウ?」としか話せない。二羽ともかなり頭が悪い。それぞれバナナとスイカの皮を被っているが、これは生まれた時から禿げていたのでそれを隠すためである。この禿げ頭は強く光を反射し、レーザービームとして使用されたこともある。
グレー
シーズン3に登場。ネズミ。路地裏に住んでいて、イエロー達を縄張り荒らしだと思って襲い掛かる。カエルやザ・シルバーと手を組んで悪さをすることも。ミニ懐中電灯ではパワーアップして捕食しやすくなった。
グレーの妻
グレーの子供
猫
シーズン3に登場。ネズミを追いかけている。

### 無人島
カジキマグロ
チャックが釣り上げた獰猛なカジキマグロ。鼻の角が武器。

### その他・脇役たち
ヒヨコ
シーズン1に登場。卵から生まれイエローを親だと思った。その後、イエローが仲間たちから食べ物を奪い、鶏に育てあげたが、逆鱗に触れた仲間たちからの怒りを買い、迷惑をかけたくないと思いイエローの元から離れ、彼に4羽の子供を授けた。
カマキリ
シーズン1に登場。なんでも切り裂くカマの持ち主で、ブラックをも一瞬でダウンさせた。
宇宙人
シーズン1に登場。墜落したUFOに乗っていた親子の宇宙人。手からモノを元に戻す光線を放つことができる。また、デコピンの力が異様に強い。
ボムバグ
シーズン2に登場。その名の通り、爆弾のような見た目をした虫で少しでもショックを与えると爆発する。
エフェメラ
シーズン2に登場。
マイト
シーズン3に登場。

## エピソード一覧

### シーズン1
| 回   | タイトル           | タイトル               | 放送日 (KBS 1TV) |
| 回   | 原題               | 翻訳                   | 放送日 (KBS 1TV) |
| ---- | ------------------ | ---------------------- | ---------------- |
| 1話  | 아이스크림         | アイスクリーム         | 2011年3月26日    |
| 1話  | 모기               | カ                     | 2011年3月26日    |
| 1話  | 탭댄스             | タップダンス           | 2011年3月26日    |
| 1話  | 버섯               | キノコ                 | 2011年3月26日    |
| 2話  | 껌 1               | ガム 1                 | 2011年4月2日     |
| 2話  | 빙판               | 氷板                   | 2011年4月2日     |
| 2話  | 빨대               | ストロー               | 2011年4月2日     |
| 2話  | 식충식물           | 食虫植物               | 2011年4月2日     |
| 3話  | 달팽이             | カタツムリ             | 2011年4月9日     |
| 3話  | 코골이             | いびき                 | 2011年4月9日     |
| 3話  | 팝콘               | ポップコーン           | 2011年4月9日     |
| 3話  | 수족관             | 水族館                 | 2011年4月9日     |
| 4話  | 햄                 | ハム                   | 2011年4月23日    |
| 4話  | 초능력             | 超能力                 | 2011年4月23日    |
| 4話  | 파리               | ハエ                   | 2011年4月23日    |
| 4話  | 스파게티           | スパゲッティ           | 2011年4月23日    |
| 5話  | 에어폼             | エオポム               | 2011年4月30日    |
| 5話  | 고치 1             | 繭 1                   | 2011年4月30日    |
| 5話  | 고치 2             | 繭 2                   | 2011年4月30日    |
| 5話  | 푸딩               | プディング             | 2011年4月30日    |
| 6話  | 수박               | スイカ                 | 2011年5月7日     |
| 6話  | 유에프오           | UFO                    | 2011年5月7日     |
| 6話  | 낚시               | 釣り                   | 2011年5月7日     |
| 6話  | 유체이탈           | 体外離脱               | 2011年5月7日     |
| 7話  | 온천               | 溫泉                   | 2011年5月14日    |
| 7話  | 숨바꼭질           | かくれんぼ             | 2011年5月14日    |
| 7話  | 지진               | 地震                   | 2011年5月14日    |
| 7話  | 발모제 1           | 発毛剤 1               | 2011年5月14日    |
| 8話  | 홍수 1             | 洪水 1                 | 2011年5月21日    |
| 8話  | 늪                 | 沼                     | 2011年5月21日    |
| 8話  | 호두               | クルミ                 | 2011年5月21日    |
| 8話  | 탄산음료           | 炭酸飲料               | 2011年5月21日    |
| 9話  | 개구리             | カエル                 | 2011年5月28日    |
| 9話  | 태풍 1             | 台風 1                 | 2011年5月28日    |
| 9話  | 충치               | 虫歯                   | 2011年5月28日    |
| 9話  | 동전 던지기        | コイン投げ             | 2011年5月28日    |
| 10話 | 콘서트             | コンサート             | 2011年6月4日     |
| 10話 | 눈싸움 1           | 雪合戦                 | 2011年6月4日     |
| 10話 | 홍수 2             | 洪水 2                 | 2011年6月4日     |
| 10話 | 개미               | アリ                   | 2011年6月4日     |
| 11話 | 배탈               | 腹痛                   | 2011年6月11日    |
| 11話 | 미이라             | ミイラ                 | 2011年6月11日    |
| 11話 | 꿀벌 1             | ミツバチ 1             | 2011年6月11日    |
| 11話 | 풍선               | 風船                   | 2011年6月11日    |
| 12話 | 짝사랑             | 片思い                 | 2011年6月18日    |
| 12話 | 스프링             | スプリング             | 2011年6月18日    |
| 12話 | 크리스마스         | クリスマス             | 2011年6月18日    |
| 12話 | 옐로우 터미네이터  | イエローターミネーター | 2011年6月18日    |
| 13話 | 시멘트             | セメント               | 2011年6月25日    |
| 13話 | 라바타 1           | ラーバター 1           | 2011年6月25日    |
| 13話 | 힙합               | ヒップホップ           | 2011年6月25日    |
| 13話 | 콧물               | 鼻水                   | 2011年6月25日    |
| 14話 | 우박               | 雹                     | 2011年7月2日     |
| 14話 | 구멍               | 穴                     | 2011年7月2日     |
| 14話 | 껌 2               | ガム 2                 | 2011年7月2日     |
| 14話 | 비                 | 雨                     | 2011年7月2日     |
| 15話 | 장갑               | 手袋                   | 2011年7月9日     |
| 15話 | 웃음               | 笑い                   | 2011年7月9日     |
| 15話 | 눈병               | 眼病                   | 2011年7月9日     |
| 15話 | 실종               | 失踪                   | 2011年7月9日     |
| 16話 | 가발               | かつら                 | 2011年7月16日    |
| 16話 | 뱀파이어           | バンパイア             | 2011年7月16日    |
| 16話 | 시계               | 時計                   | 2011年7月16日    |
| 16話 | 눈싸움 2           | にらめっこ             | 2011年7月16日    |
| 17話 | 향수               | 香水                   | 2011年7月23日    |
| 17話 | 본드               | ボンド                 | 2011年7月23日    |
| 17話 | 그네               | ぶらんこ               | 2011年7月23日    |
| 17話 | 식충식물 2         | 食虫植物 2             | 2011年7月23日    |
| 18話 | 꿀벌 2             | ミツバチ 2             | 2011年7月30日    |
| 18話 | 무서운 밤          | 恐ろしい夜             | 2011年7月30日    |
| 18話 | 줄타기             | 綱渡り                 | 2011年7月30日    |
| 18話 | 거미               | クモ                   | 2011年7月30日    |
| 19話 | 슈퍼액체           | スーパー液体           | 2011年8月6日     |
| 19話 | 악몽               | 悪夢                   | 2011年8月6日     |
| 19話 | 병아리 1           | ひよこ 1               | 2011年8月6日     |
| 19話 | 병아리 2           | ひよこ 2               | 2011年8月6日     |
| 20話 | 방귀               | 屁                     | 2011年8月13日    |
| 20話 | 달팽이의 비밀      | カタツムリの秘密       | 2011年8月13日    |
| 20話 | 손                 | 手                     | 2011年8月13日    |
| 20話 | 유리병             | ガラス瓶               | 2011年8月13日    |
| 21話 | 달밤의 왈츠        | 月夜のワルツ           | 2011年8月20日    |
| 21話 | 발모제 2           | 発毛剤 2               | 2011年8月20日    |
| 21話 | 사마귀             | カマキリ               | 2011年8月20日    |
| 21話 | 태풍 2             | 台風 2                 | 2011年8月20日    |
| 22話 | 칠리쇼             | チリショー             | 2011年8月27日    |
| 22話 | 외계왕자           | 外界王子               | 2011年8月27日    |
| 22話 | 포도               | ブドウ                 | 2011年8月27日    |
| 22話 | 모래괴물           | 砂怪物                 | 2011年8月27日    |
| 23話 | 라바타 2           | ラーバター 2           | 2011年9月3日     |
| 23話 | 장난감 자동차      | 玩具自動車             | 2011年9月3日     |
| 23話 | 사랑 1             | 愛 1                   | 2011年9月3日     |
| 23話 | 사랑 2             | 愛 2                   | 2011年9月3日     |
| 24話 | 백조의 호수        | 白鳥の湖               | 2011年9月10日    |
| 24話 | 전기               | 電気                   | 2011年9月10日    |
| 24話 | 휘파람             | 口笛                   | 2011年9月10日    |
| 24話 | 다이빙             | ダイビング             | 2011年9月10日    |
| 25話 | 화재               | 火災                   | 2011年9月17日    |
| 25話 | 시소               | シーソー               | 2011年9月17日    |
| 25話 | 물 쇼              | 水ショー               | 2011年9月17日    |
| 25話 | 날아라 옐로우      | 翔べイエロー           | 2011年9月17日    |
| 26話 | 쭈꾸미             | イイダコ               | 2011年9月24日    |
| 26話 | 거칠고 거친 세상 1 | 荒れて荒れた世の中 1   | 2011年9月24日    |
| 26話 | 거칠고 거친 세상 2 | 荒れて荒れた世の中 2   | 2011年9月24日    |
| 26話 | 거칠고 거친 세상 3 | 荒れて荒れた世の中 3   | 2011年9月24日    |

### シーズン2
| 回   | タイトル                  | タイトル                   | 放送日 (KBS 2TV) |
| 回   | 原題                      | 翻訳                       | 放送日 (KBS 2TV) |
| ---- | ------------------------- | -------------------------- | ---------------- |
| 1話  | 헬로 라바                 | ハローラーバ               | 2013年1月5日     |
| 1話  | 비눗방울                  | シャボン玉                 | 2013年1月5日     |
| 2話  | 로봇                      | ロボット                   | 2013年1月12日    |
| 2話  | 헬로 브라운               | ハローブラウン             | 2013年1月12日    |
| 3話  | 냉장고                    | 冷蔵庫                     | 2013年1月19日    |
| 3話  | 오뚝이                    | だるま                     | 2013年1月19日    |
| 回   | タイトル                  | タイトル                   | 放送日 (KBS 1TV) |
| 回   | 原題                      | 翻訳                       | 放送日 (KBS 1TV) |
| 4話  | 스키점프                  | スキージャンプ             | 2013年1月26日    |
| 4話  | 헬로 블랙                 | ハローブラック             | 2013年1月26日    |
| 5話  | 인체탐험                  | 人体探検                   | 2013年2月2日     |
| 5話  | 토마토                    | トマト                     | 2013年2月2日     |
| 6話  | 분장                      | 扮装                       | 2013年2月9日     |
| 6話  | 껌                        | ガム                       | 2013年2月9日     |
| 7話  | 재채기                    | くしゃみ                   | 2013年2月16日    |
| 7話  | 바보버섯                  | バカキノコ                 | 2013年2月16日    |
| 8話  | 해적룰렛                  | 海賊ルーレット             | 2013年2月23日    |
| 8話  | 탁구                      | 卓球                       | 2013年2月23日    |
| 9話  | 스파이더 라바             | スパイダーラーバ           | 2013年3月9日     |
| 9話  | 폭탄벌레                  | 爆弾虫                     | 2013年3月9日     |
| 10話 | 헬로 핑크                 | ハローピンク               | 2013年3月16日    |
| 10話 | 돌리기                    | 回し                       | 2013年3月16日    |
| 11話 | 스피커 댄스               | スピーカーダンス           | 2013年3月23日    |
| 11話 | 팔다리                    | 手足                       | 2013年3月23日    |
| 12話 | 욕조                      | 浴槽                       | 2013年3月30日    |
| 12話 | 천재 옐로                 | 天才イエロー               | 2013年3月30日    |
| 13話 | 헬로 바이올렛             | ハローバイオレット         | 2013年4月6日     |
| 13話 | 다이어트                  | ダイエット                 | 2013年4月6日     |
| 14話 | 휘파람                    | 口笛                       | 2013年4月20日    |
| 14話 | 땀                        | 汗                         | 2013年4月20日    |
| 15話 | 선풍기                    | 扇風機                     | 2013年5月11日    |
| 15話 | 난타                      | 乱打                       | 2013年5月11日    |
| 16話 | 악몽                      | 扇風機                     | 2013年5月18日    |
| 16話 | 폭탄벌레 (재방송)         | 爆弾虫 (再放送)            | 2013年5月18日    |
| 17話 | 노란 닭                   | 黄色い鶏                   | 2013年5月25日    |
| 17話 | 해적룰렛 (재방송)         | 海賊ルーレット (再放送)    | 2013年5月25日    |
| 18話 | 화장실                    | 化粧室                     | 2013年6月1日     |
| 18話 | 탁구 (재방송)             | 卓球 (再放送)              | 2013年6月1日     |
| 19話 | 포춘쿠키                  | フォーチュンクッキー       | 2013年6月8日     |
| 19話 | 헬로 브라운 (재방송)      | ハローブラウン (再放送)    | 2013年6月8日     |
| 20話 | 요술항아리                | 妖術壺                     | 2013年6月15日    |
| 20話 | 비눗방울 (재방송)         | シャボン玉 (再放送)        | 2013年6月15日    |
| 21話 | 하루살이 1                | カゲロウ 1                 | 2013年6月22日    |
| 21話 | 하루살이 2                | カゲロウ 2                 | 2013年6月22日    |
| 22話 | 라벤져스                  | ラーベンジャーズ           | 2013年6月29日    |
| 22話 | 분장 (재방송)             | 扮装 (再放送)              | 2013年6月29日    |
| 23話 | 숨바꼭질                  | かくれんぼ                 | 2013年7月6日     |
| 23話 | 팔다리 (재방송)           | 手足 (再放送)              | 2013年7月6日     |
| 24話 | 오페라                    | オペラ                     | 2013年7月13日    |
| 24話 | 스파이더 라바 (재방송)    | スパイダーラーバ (再放送)  | 2013年7月13日    |
| 25話 | 빙벽                      | 氷壁                       | 2013年7月20日    |
| 25話 | 오뚝이 (재방송)           | だるま (再放送)            | 2013年7月20日    |
| 26話 | 옛날 옛적에               | 昔々ある所に               | 2013年7月27日    |
| 26話 | 토마토 (재방송)           | トマト (再放送)            | 2013年7月27日    |
| 27話 | 고치                      | 繭                         | 2013年8月3日     |
| 27話 | 난타 (재방송)             | 乱打 (再放送)              | 2013年8月3日     |
| 28話 | 라바카                    | ラーバカー                 | 2013年8月10日    |
| 28話 | 다이어트 (재방송)         | ダイエット (再放送)        | 2013年8月10日    |
| 29話 | 골든 브라운               | ゴールデンブラウン         | 2013年8月17日    |
| 29話 | 헬로 블랙 (재방송)        | ハローブラック (再放送)    | 2013年8月17日    |
| 30話 | 꽃방귀                    | 花屁                       | 2013年8月24日    |
| 30話 | 껌 (재방송)               | ガム (再放送)              | 2013年8月24日    |
| 31話 | 콩나무                    | 豆の木                     | 2013年8月31日    |
| 31話 | 땀 (재방송)               | 汗 (再放送)                | 2013年8月31日    |
| 32話 | 개구리                    | カエル                     | 2013年9月7日     |
| 32話 | 요술 항아리 (재방송)      | 妖術壺 (再放送)            | 2013年9月7日     |
| 33話 | 야생 레드                 | 野生レッド                 | 2013年9月14日    |
| 33話 | 거칠고 거칠고 거친 세상 1 | 荒れて荒れて荒れた世の中 1 | 2013年9月14日    |
| 34話 | 거칠고 거칠고 거친 세상 2 | 荒れて荒れて荒れた世の中 2 | 2013年9月21日    |
| 34話 | 거칠고 거칠고 거친 세상 3 | 荒れて荒れて荒れた世の中 3 | 2013年9月21日    |

### ラーバ・ニューヨーク (シーズン3)
| 回  | タイトル         | タイトル                 | 放送日 (JEI 才能TV) |
| 回  | 原題             | 翻訳                     | 放送日 (JEI 才能TV) |
| --- | ---------------- | ------------------------ | ------------------- |
| 1話 | 도넛             | ドーナツ                 | 2014年8月4日        |
| 1話 | 불씨             | 火種                     | 2014年8月4日        |
| 1話 | 상자             | 箱                       | 2014年8月4日        |
| 1話 | 태풍             | 台風                     | 2014年8月4日        |
| 1話 | 소화전           | 消火栓                   | 2014年8月4日        |
| 1話 | 레몬             | レモン                   | 2014年8月4日        |
| 1話 | 껌방귀           | ガム屁                   | 2014年8月4日        |
| 1話 | 그늘             | 陰                       | 2014年8月4日        |
| 1話 | 빙판             | 氷板                     | 2014年8月4日        |
| 1話 | 급류             | 急流                     | 2014年8月4日        |
| 1話 | 농구             | バスケットボール         | 2014年8月4日        |
| 1話 | 간지럼           | くすぐり                 | 2014年8月4日        |
| 1話 | 딸꾹질           | しゃっくり               | 2014年8月4日        |
| 2話 | 쥐               | ネズミ                   | 2014年11月26日      |
| 2話 | 마늘 1           | ニンニク 1               | 2014年11月26日      |
| 2話 | 마늘 2           | ニンニク 2               | 2014年11月26日      |
| 2話 | 휠               | ホイール                 | 2014年11月26日      |
| 2話 | 자석             | 磁石                     | 2014年11月26日      |
| 2話 | 대벌레           | ナナフシ                 | 2014年11月26日      |
| 2話 | 오일             | オイル                   | 2014年11月26日      |
| 2話 | 쌍커풀 1         | 二重まぶた 1             | 2014年11月26日      |
| 2話 | 쌍커풀 2         | 二重まぶた 2             | 2014年11月26日      |
| 2話 | 번개 레드        | 稲妻レッド               | 2014年11月26日      |
| 2話 | 시멘트           | セメント                 | 2014年11月26日      |
| 2話 | 추격자           | 追撃者                   | 2014年11月26日      |
| 2話 | 랩               | ラップ                   | 2014年11月26日      |
| 3話 | 실버             | シルバー                 | 2015年4月13日       |
| 3話 | 방주             | 箱船                     | 2015年4月13日       |
| 3話 | 진드기           | ダニ                     | 2015年4月13日       |
| 3話 | 캉캉             | カンカン                 | 2015年4月13日       |
| 3話 | 핑크의 비밀      | ピンクの秘密             | 2015年4月13日       |
| 3話 | 안마             | 按摩                     | 2015年4月13日       |
| 3話 | 의리             | 義理                     | 2015年4月13日       |
| 3話 | 쿵푸             | カンフー                 | 2015年4月13日       |
| 3話 | 파이프           | パイプ                   | 2015年4月13日       |
| 3話 | 술래잡기         | 鬼ごっこ                 | 2015年4月13日       |
| 3話 | 컵라면           | カップラーメン           | 2015年4月13日       |
| 3話 | 잠버릇           | 寝癖                     | 2015年4月13日       |
| 3話 | 초밥             | 寿司                     | 2015年4月13日       |
| 4話 | 입냄새           | 口臭                     | 2015年4月13日       |
| 4話 | 탑쌓기           | 塔積み                   | 2015年4月13日       |
| 4話 | 터프가이         | タフガイ                 | 2015年4月13日       |
| 4話 | 승부             | 勝負                     | 2015年4月13日       |
| 4話 | 댄스 배틀        | ダンスバトル             | 2015年4月13日       |
| 4話 | 코딱지           | 鼻くそ                   | 2015年4月13日       |
| 4話 | 추리 1           | 推理 1                   | 2015年4月13日       |
| 4話 | 추리 2           | 推理 2                   | 2015年4月13日       |
| 4話 | 옐로우의 비밀    | イエローの秘密           | 2015年4月13日       |
| 4話 | 빨대             | ストロー                 | 2015年4月13日       |
| 4話 | 폭죽             | 爆竹                     | 2015年4月13日       |
| 4話 | 비               | 雨                       | 2015年4月13日       |
| 4話 | 라바의 하루      | ラーバの一日             | 2015年4月13日       |
| 5話 | 와이퍼           | ワイパー                 | 2015年8月3日        |
| 5話 | 무술대회         | 武術大会                 | 2015年8月3日        |
| 5話 | 옐로우의 복수 1  | イエローの複数 1         | 2015年8月3日        |
| 5話 | 옐로우의 복수 2  | イエローの複数 2         | 2015年8月3日        |
| 5話 | 눈싸움           | 雪合戦                   | 2015年8月3日        |
| 5話 | 쥐의 삶          | ネズミの生               | 2015年8月3日        |
| 5話 | 바람의 파이터    | 風のファイター           | 2015年8月3日        |
| 5話 | 요술 반지        | 妖術指輪                 | 2015年8月3日        |
| 5話 | 미니 손전등      | ミニ懐中電灯             | 2015年8月3日        |
| 5話 | 접착제           | 接着剤                   | 2015年8月3日        |
| 5話 | 라바레인저 1     | ラーバレーンジャー 1     | 2015年8月3日        |
| 5話 | 라바레인저 2     | ラーバレーンジャー 2     | 2015年8月3日        |
| 5話 | 라바레인저 3     | ラーバレーンジャー 3     | 2015年8月3日        |
| 6話 | 라바레인저 4     | ラーバレーンジャー 4     | 2015年8月3日        |
| 6話 | 라바레인저 5     | ラーバレーンジャー 5     | 2015年8月3日        |
| 6話 | 라바레인저 6     | ラーバレーンジャー 6     | 2015年8月3日        |
| 6話 | 라바레인저 7     | ラーバレーンジャー 7     | 2015年8月3日        |
| 6話 | 더듬이           | 触角                     | 2015年8月3日        |
| 6話 | 패션쇼           | ファッションショー       | 2015年8月3日        |
| 6話 | 개그 꿈나무 레드 | ギャグ有望株レッド       | 2015年8月3日        |
| 6話 | 곤충 킬러 1      | 昆虫キラー 1             | 2015年8月3日        |
| 6話 | 곤충 킬러 2      | 昆虫キラー 2             | 2015年8月3日        |
| 6話 | 곤충 킬러 3      | 昆虫キラー 3             | 2015年8月3日        |
| 6話 | 장갑             | 手袋                     | 2015年8月3日        |
| 6話 | 말썽쟁이 옐로우  | トラブルメーカーイエロー | 2015年8月3日        |
| 6話 | 해전             | 海戦                     | 2015年8月3日        |
| 7話 | 탱탱볼           | テンテンボール           | 2015年12月7日       |
| 7話 | 빙글빙글         | くるくる                 | 2015年12月7日       |
| 7話 | 두근두근 1       | ドキドキ 1               | 2015年12月7日       |
| 7話 | 두근두근 2       | ドキドキ 2               | 2015年12月7日       |
| 7話 | 마라톤           | マラソン                 | 2015年12月7日       |
| 7話 | 차               | 次                       | 2015年12月7日       |
| 7話 | 홍수             | 洪水                     | 2015年12月7日       |
| 7話 | 새친구 1         | 新しい友達 1             | 2015年12月7日       |
| 7話 | 새친구 2         | 新しい友達 2             | 2015年12月7日       |
| 7話 | 새친구 3         | 新しい友達 3             | 2015年12月7日       |
| 7話 | 새친구 4         | 新しい友達 4             | 2015年12月7日       |
| 7話 | 우산             | 傘                       | 2015年12月7日       |
| 7話 | 치즈             | チーズ                   | 2015年12月7日       |
| 8話 | 조난 1           | 遭難 1                   | 2015年12月7日       |
| 8話 | 조난 2           | 遭難 2                   | 2015年12月7日       |
| 8話 | 유체이탈         | 体外離脱                 | 2015年12月7日       |
| 8話 | 미니카           | ミニカー                 | 2015年12月7日       |
| 8話 | 짝사랑 1         | 片思い 1                 | 2015年12月7日       |
| 8話 | 짝사랑 2         | 片思い 2                 | 2015年12月7日       |
| 8話 | 굴려라 브라운!   | ロールブラウン!          | 2015年12月7日       |
| 8話 | 라바르타         | ラーバルター             | 2015年12月7日       |
| 8話 | 봅슬레이         | ボブスレー               | 2015年12月7日       |
| 8話 | 크리스마스       | クリスマス               | 2015年12月7日       |
| 8話 | 시간이 흐른뒤    | 時間が経った後           | 2015年12月7日       |
| 8話 | 굿바이 뉴욕 1    | グッバイニューヨーク 1   | 2015年12月7日       |
| 8話 | 굿바이 뉴욕 2    | グッバイニューヨーク 2   | 2015年12月7日       |

### ラーバ・アイランド (シーズン4)
| 回  | タイトル               | タイトル           | タイトル                         | 放送日 (ネットフリックス) |
| 回  | 原題                   | 韓国語題           | 日本語題                         | 放送日 (ネットフリックス) |
| --- | ---------------------- | ------------------ | -------------------------------- | ------------------------- |
| 1話 | Mango                  | 망고 1             | マンゴー: 前編                   | 2018年10月19日            |
| 1話 | Mango 2                | 망고 2             | マンゴー: 後編                   | 2018年10月19日            |
| 1話 | Larva Island           | 라바 아일랜드      | 2ひきのよう虫                    | 2018年10月19日            |
| 1話 | Chuck                  | 척                 | チャック                         | 2018年10月19日            |
| 1話 | Clara                  | 클라라             | クララ                           | 2018年10月19日            |
| 1話 | Crabsformer            | 크랩스포머         | クラブフォースマー               | 2018年10月19日            |
| 1話 | Fishing                | 낚시               | チャック つりに行く              | 2018年10月19日            |
| 1話 | Pendant                | 팬던트             | 消えたペンダント                 | 2018年10月19日            |
| 1話 | Lala Island            | 라라 아일랜드      | ラ・ラ・アイランド               | 2018年10月19日            |
| 1話 | Master Chef            | 마스터 셰프        | マスターシェフ                   | 2018年10月19日            |
| 1話 | Farming                | 농사               | ファーミング                     | 2018年10月19日            |
| 1話 | Pirate                 | 해적               | かいぞくが来た                   | 2018年10月19日            |
| 1話 | Change                 | 체인지             | へんしん                         | 2018年10月19日            |
| 2話 | Maze                   | 미로               | めいろの中で                     | 2019年3月1日              |
| 2話 | Fire                   | 불                 | 火が出た!                        | 2019年3月1日              |
| 2話 | Beach Volleyball       | 비치발리볼         | ビーチバレーは負けないぞ         | 2019年3月1日              |
| 2話 | Larva Rangers 1        | 라바레인저 1       | ラーバ・レンジャー: パート1      | 2019年3月1日              |
| 2話 | Larva Rangers 2        | 라바레인저 2       | ラーバ・レンジャー: パート2      | 2019年3月1日              |
| 2話 | A Lucky Day            | 운수 좋은 날       | アンラッキーな1日                | 2019年3月1日              |
| 2話 | Crabsformer 2          | 크랩스포머 2       | クラブスフォーマー その2         | 2019年3月1日              |
| 2話 | Booby’s Love           | 사랑에 빠진 부비   | ブービーの恋(こい)               | 2019年3月1日              |
| 2話 | Mango’s Parents        | 망고의 부모님      | マンゴーのパパとママ             | 2019年3月1日              |
| 2話 | Iceberg                | 빙산               | アイス・アイランド               | 2019年3月1日              |
| 2話 | Storm                  | 폭풍               | あらしが来た                     | 2019年3月1日              |
| 2話 | Escape                 | 탈출               | かざんの大ふんか                 | 2019年3月1日              |
| 2話 | Drift                  | 표류               | ながされて                       | 2019年3月1日              |
| 3話 | The Larva Island Movie | 라바 아일랜드 무비 | ザ・ラーバ・アイランド・ムービー | 2020年7月9日              |

## スタッフ
- 原作：TUBAn、Kwang-yong, Kim、Jeong-chul, Shin
- Special thanks：TUBAn
- ディレクター：加藤優一
- デジタルワーク：神林留衣
- 番組宣伝：福田浩平（テレビ東京）
- 番組担当：塩塚優香（テレビ東京）
- 制作 著作：Creative Farm
- 協力：サンタヴィレッジ株式会社
- 演出：松村嘉明
- 監修：正井宏治
- 企画・プロデュース：Korea 朴相俊、金憲基、金正勛、Japan 正井英春、木内宗和
- 製作：Tuba Entertainment[1] テレビ東京
- 著作権表記：©TUBAn 運営©CreativeFarm

## 主題歌
エンディングテーマ「TRAVEL」
作詞・歌：Ry-lax／作曲：Ry-lax、DJ HAL、DJ B=BALL

## 韓国国外での放送
日本では2014年ごろにテレビ東京のおはスタのコーナーアニメとして放送されたほか、2015年からはオデッサ・エンタテインメントがDVD版の販売を行っている。2016年からはNetflixでの配信も行われている。また、2022年12月3日から2023年3月25日まで、テレビ東京で土曜6時54分 - 7時00分（→テレビ東京系列土曜朝のアニメ・子供向け番組ゾーン）に放送されていた (全16回) 。
また、中国では「爆笑虫子」という題名で放送されており、ジャーナリストの山谷剛史は日経トレンディに寄せたコラムの中で「中国国内ではバスの中で放送されることが多い」と述べている。

## DVD
シーズン1
Vol.1 2015年1月7日発売
Vol.2 2015年1月7日発売
Vol.3 2015年1月7日発売
Vol.4 2015年2月3日発売
Vol.5 2015年2月3日発売
Vol.6 2015年2月3日発売
シーズン2
Vol.1 2016年7月2日発売
Vol.2 2016年7月2日発売
Vol.3 2016年7月2日発売
Vol.4 2016年8月2日発売
Vol.5 2016年8月2日発売
Vol.6 2016年8月2日発売
シーズン3
Vol.1 2017年6月2日発売
Vol.2 2017年6月2日発売
Vol.3 2017年6月2日発売
Vol.4 2017年7月4日発売
Vol.5 2017年7月4日発売
Vol.6 2017年7月4日発売